# نعم مازلت آنسة (مسلسل)
نعم مازلت آنسة مسلسل درامي، مصري من إنتاج سنة 2010. المسلسل من إخراج أحمد يحيى، وتأليف عزة عزت، ومن بطولة إلهام شاهين، و‌منة فضالي، و‌نشوى مصطفى، و‌ألفت إمام، و‌ تهاني راشد.

## ملخص القصة
- يروي العمل قصة فتاة فاتها قطار الزواج، وتكتب يومياتها لتصف معاناتها مع الناس ونظرتهم لها، وتستعرض المنغصات المحيطة بها، في محاولة لإيجاد وسائل لتغير نظرة المجتمع للعانس أو لتجاوز هذا المسمي نفسه، ومقاومة الشعور بأنها غير مرغوبة كأنثي.

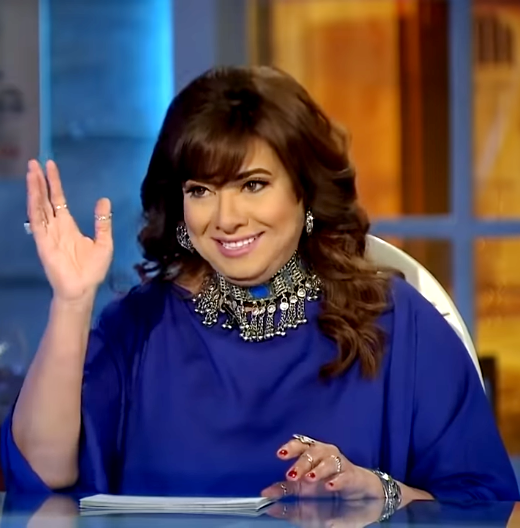
نشوى مصطفى

## طاقم التمثيل
- إلهام شاهين[4]
- منة فضالي
- نشوى مصطفى
- ألفت إمام
- تهاني راشد
- أمال رمزي
- عزة بهاء
- تامر مجدي
- محمد أسامة
- يوسف داود
- سيف عبد الرحمن
- علاء زينهم
- محمد خيري
- نبيل نور الدين
- رجاء الجداوي
- محمد الصاوي
- منة عرفة
- هشام عبد الله

## إنتاج
- كتب عزة عزت قصة وسيناريو المسلسل، وكان المسلسل من إخراج أحمد يحيى وإنتاج أسامة رشاد.